# Melochia spicata
Melochia spicata là một loài thực vật có hoa trong họ Cẩm quỳ. Loài này được (L.) Fryxell mô tả khoa học đầu tiên năm 1988.